# Samuel Frost Johnson
Samuel Frost Johnson (* 9. November 1835 in New York City; † 1879) war ein US-amerikanischer Genremaler der Düsseldorfer Schule.

## Leben
Johnson kam 1858 aus New York City nach Düsseldorf. Im gleichen Jahr schrieb er sich dort an der Königlich Preußischen Kunstakademie für ein Malereistudium ein. Bis 1859/1860 waren Josef Wintergerst, Rudolf Wiegmann, Andreas und Karl Müller sowie Heinrich Mücke seine Lehrer. In Düsseldorf blieb er ungefähr bis 1861/1862. Dann ging er nach Antwerpen. Von 1865 bis 1869 lebte er in Écouen bei Paris. Dort war er Schüler des Genremalers Edouard Frère. 1869 nahm er am Salon de Paris teil. In 1870er Jahren kehrte Johnson in die Vereinigten Staaten zurück und wurde Lehrer am Saint John’s College und am Metropolitan Museum of Art in New York City. Eine seiner Schülerinnen war Juliette Gordon Low. In der gleichen Zeit nahm er an Ausstellungen der National Academy of Design teil.